# 뱅가드 1호
뱅가드 1호(Vanguard 1)는 1958년 3월 17일 발사돼 여전히 지구 궤도에 존재하는 가장 오래된 인공 위성이다. 하지만 교신은 더 이상 이루어지지 않고 있다. 뱅가드 1호는 3단 추진 발사체 시험 과 더불어 지구 궤도에서의 인공 위성 및 시스템에 대한 영향을 조사하기 위해 발사된 작은 인공 위성이다. 뱅가드 1호는 궤도 분석을 통해 측지 정보를 제공했다.

## 위성 구조
뱅가드 1호는 1.47 킬로그램의 지름 152 밀리미터짜리 알루미늄 구체이다. 수은 전지로 동작하는 10 밀리와트, 108 메가헤르츠의 송신기와, 인공 위성 표면에 부착된 6개의 태양 전지로 동작하는 5 밀리와트, 108.03 메가헤르츠의 송신기를 지니고 있다.

## 임무
3단 발사체로 1958년 3월 17일 뱅가드 1호를 발사했다. 원래는 해당 궤도에서 2000년을 유지할 것으로 예상됐으나, 태양 활동이 활발해질 무렵의 태양 복사압 및 요동치는 지구 대기권과의 마찰로 말미암아 240년 정도만 궤도를 유지할 것이다. 수은 전지로 동작하는 송신기는 1958년 6월에 전지가 고갈되면서 동작이 중단됐다. 태양 전지로 동작하는 송신기는 1964년 5월까지 동작했다. 뱅가드 1호의 마지막 신호는 에콰도르의 키토에서 수신됐다.